# Ksar Kaddour
Ksar Kaddour é uma cidade e comuna localizada na província de Adrar, no centro-sul da Argélia. Em 2008, sua população era de 4 742 habitantes.